# Rainen
Der Rainen ist mit 1006,4 m ü. NHN der fünfthöchste Berg der Schwäbischen Alb. Er liegt etwa zwei Kilometer östlich von Deilingen, auf dessen Gemarkung er auch liegt, und bildet mit den Bergen Ortenberg (knapp unterhalb der Tausendermarke), Montschenloch, Bol und Wandbühl eine Bergkette. Der Rainen bildet den nördlichsten Gipfel dieser Berggruppe und der Region der 10 Tausender.
Anders als Bol und Wandbühl ist der Rainen am Albtrauf beteiligt, sodass er von Nordwesten eine gut sichtbare, mehrere hunderte Meter hohe Steilflanke mit Geröllhalden besitzt, die er sich mit dem Ortenberg teilt. Seine längliche Gipfelkuppe ist von einem Fichtenwald bewachsen, der höchste Punkt wird durch eine Gipfelmarkierung gekennzeichnet. Der vegetationsfreie Steinbruch zwischen diesen beiden Bergen bietet eine gute Sicht auf das Obere Schlichemtal, das Albvorland und den gegenüberliegenden Plettenberg.